# Cantonul Dol-de-Bretagne
Cantonul Dol-de-Bretagne este un canton din arondismentul Rennes, departamentul Ille-et-Vilaine, regiunea Bretania, Franța.

## Comune
- Baguer-Morvan
- Baguer-Pican
- Cherrueix
- Dol-de-Bretagne (reședință)
- Epiniac
- Mont-Dol
- Roz-Landrieux
- Le Vivier-sur-Mer